# Астраханский трамвай
Астраха́нский трамва́й — закрытая трамвайная система Астрахани. Функционировала с 1900 по 2007 годы. До ликвидации трамвайной системы Проектом Генерального плана предлагалась коренная реконструкция трамвайного транспорта к 2025 году, создание системы скоростного трамвая.

## История
Строительство трамвая в Астрахани началось в конце XIX века. В 1896 году Городская Дума высказалась за обустройство трамвая концессионным способом, и была назначена комиссия под руководством Городского Головы для разработки условий концессии. После ознакомления с опытом других городов, в частности Нижнего Новгорода, был составлен проект контракта и схема трамвайных путей. 
В 1896 году фирма бельгийского предпринимателя Эдуарда Эмпена получила концессию на строительство и эксплуатацию трамвая в Астрахани. Трамвай строился сразу как электрический. 24 июня (11 по ст.ст.) 1900 г. на улицы Астрахани вышли первые трамваи. Движение было открыто сразу по четырём линиям: Городской Перевоз (наб. Волги) — лесные Болдинские пристани (район Стадиона); вторая линия шла по Б. Демидовской ул. (ныне ул. Свердлова) — к Б. Исадам через Ивановский мост по 2-й Бакалдинской ул. (ныне Бакинская ул.) через Земляной мост (начало Адмиралтейской ул. у Лебединого озера) по Александровской пл. (ныне пл. Ленина) через Соборную ул. (ныне ул. Тредиаковского) к Старо-Агарянской ул. (Адмиралтейская ул. в районе Свердлова). Третий маршрут шёл от Старо-Агарянской ул. по Б. Демидовской ул. через Воздвиженский мост (створ ул. Калинина) к саду «Отрадное» (район современного Трамвайного парка). Четвёртый маршрут пролегал от Коммерческого моста (створ Адмиралтейской ул.) до больницы Приказа общественного призрения (Больница скорой медицинской помощи, НПМК «Экологическая медицина») на Паробичевом бугре. Всего было построено 9,25 км пути, которые обслуживались 15 моторными вагонами. 
Тариф на проезд был установлен следующий: 5 копеек — в I классе, 3 копейки — во II классе. Бесплатным проездом могли пользоваться только учащиеся в форме и полицейские. Трамваи были изготовлены большие, имели по 20 сидячих мест и 24 места для стояния. Правила движения гласили: «Отправка из конечных пунктов каждые пять минут, предельная скорость — 12 верст. Остановки только на разъездах и по требованию на перекрестках улиц».
К 1908 году были построены дополнительные трамвайные линии от Эллинга до реки Царев, и от Больших Исад до Кладбища. В последующие годы в связи с постройкой железной дороги Саратов — Астрахань были построены линии к железнодорожному вокзалу. К 1916 году подвижной состав насчитывал 45 моторных и 21 прицепной вагон.
После революции 1917 года президиум Астраханского Горсовета принял постановление о муниципализации трамваев. Несмотря на материальные трудности и плохое состояние вагонов, продолжался ремонт старых и прокладывание новых линий. К 30-м годам трамвайная сеть, в основном, сложилась. В 50-х годах была произведена капитальная реконструкция, схема путей в целом сохранилась. Из-за большой перегруженности центра города линии были сняты, и трамвай стал ходить по границам центра без обслуживания его внутренней части.
- Конец XIX века — построено трамвайное депо
- 11 (24) июня 1900 — «Большое Бельгийское акционерное анонимное общество» открывает первую линию Астраханского трамвая
- Апрель 1919 года — движение прекращено из-за боевых действий
- Апрель 1922 года — движение восстановлено
- Июль 2007 года — трамвайная система полностью ликвидирована

### Маршруты широкой колеи (1952—2007)

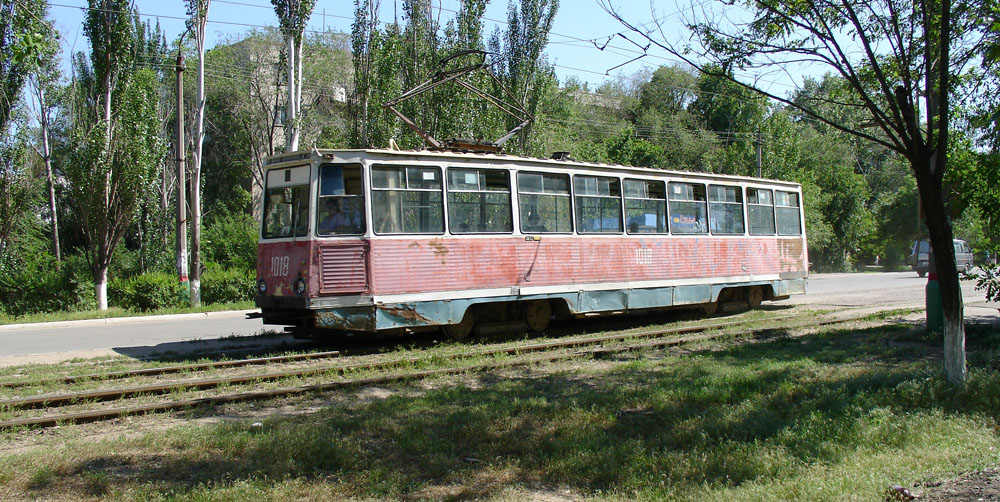
Трамвай 71-605А на улице Адмирала Нахимова, 2006 год.

В 1952—1959 годах произведена перешивка колеи с узкой на широкую.
1953 год
1 марта открыта 1-я очередь широкой колеи.
- Ул. Победы, ул. Каховского, ул. Софьи Перовской, Латвийская ул., ул. Комарова, от Трамвайного парка до Судоверфи им. Кирова

По перешитой линии открыт трамвайный маршрут
- № 5 «Пл. Карла Маркса — Судоверфь им. Кирова»

Маршрут начали обслуживать 5 трамвайных вагонов КТМ-1.
14 ноября ведена в строй 2-я очередь широкой колеи.
- Ул. Желябова (Адмиралтейская), ул. Анри Барбюса, Вокзальная пл., ул. Яблочкова, от Октябрьской пл. до Мясокомбината

С открытием 2-й очереди открыто движение вагонов по маршруту
- № 2 «Октябрьская пл. — Мясокомбинат»

1954 год
15 сентября введена в строй 3-я линия после першивки.
- Ул. Татищева, ул. Латышева, от ул. Анри Барбюса до Холодильников Рыбокомбината

По новой линии запущен трамвайный маршрут
- № 1 «Октябрьская пл. — Холодильники»

15 ноября закрыто старое трамвайное кольцо на Октябрьской пл.. Одновременно построено новое временное трамвайное кольцо у гостиницы Астраханской как и для линий узкой, так и широкой линии трамвая, с последующим переносом на пл. Свободы. Также построен новый участок трамвайной линии широкой колеи с частичным переносом:
- Ул. Свердлова, ул. Фиолетова, ул. Желябова, ул. Котовского от ул. Свердлова до пл. Свободы

Одновременно участок на ул. Победы от пл. Карла Маркса до Железнодорожного вокзала также стала использоваться для пассажирского движения.
Внесены изменения в маршрутную сеть:
- № 1 «Гостиница „Астраханская“ — Холодильники» (сокращён, линия широкой колеи)
- № 2 «Гостиница „Астраханская“ — Мясокомбинат» (сокращён, линия широкой колеи)
- № 3 «Гостиница „Астраханская“ — река Царев (Крымская ул.)» (продлён, линия узкой колеи)
- № 4 «Гостиница „Астраханская“ — река Царев (больница им. Бехтерева)» (продлён, линия узкой колеи)
- № 5 «Мясокомбинат — Судоверфь им. Кирова» (продлён, линия широкой колеи)

Линия трамваев трёхниточной колеи проходила по Адмиралтейской улице от улицы Котовского до улицы Фиолетова. После чего линия узкой колеи проходила по ул. Желябова и поворачивала на ул. Свердлова в сторону ЦУМа. Линия широкой колеи проходила по ул. Фиолетова и ул. Свердлова, далее поворачивала на ул. Желябова в сторону завода им. Урицкого
1955 год
25 апреля закрыт на ремонт старый Контрольный мост (Мост дружбы России и Азербайджана), который соединяет современные ул. Костина и ул. Котовского. С ремонтом моста сокращён трамвайный маршрут узкой колеи:
- № 4 «Контрольный мост — река Царев (больница им. Бехтерева)»

В это же время по построенным в прошлом году линиям широкой колеи продлён маршрут широкой колеи:
- № 1 «Площадь Свободы — Холодильники рыбокомбината»

1956 год

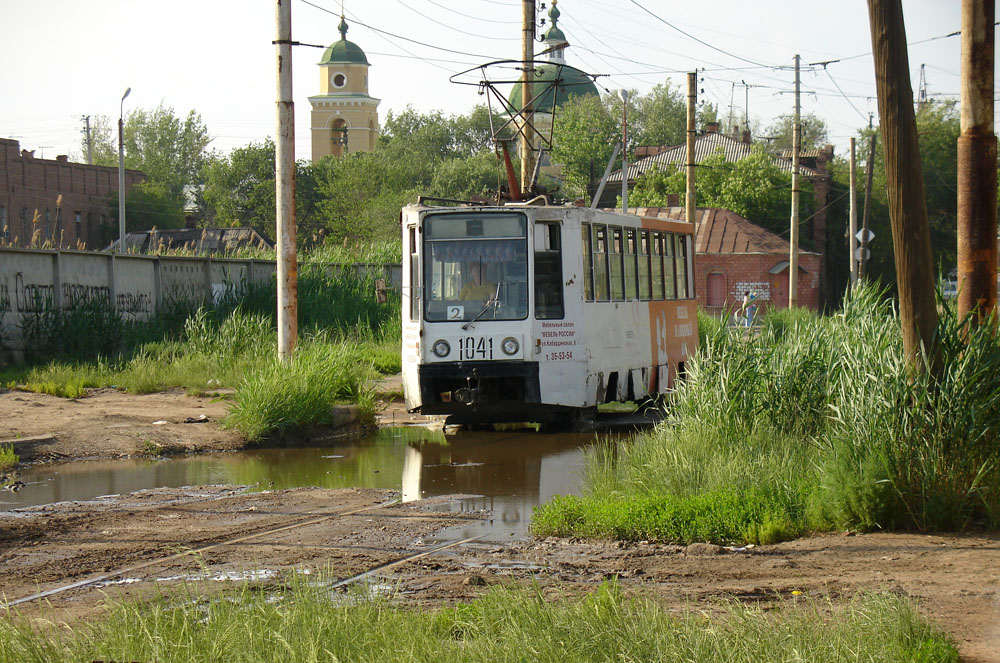
Трамвай 71-608К на улице Волжская, 2006 год.

23 августа закрыто движение трамваев узкой колеи в районе Эллинга
- — Ул. Костина, ул. Бабефа, ул. Бехтерева, от Контрольного моста до реки Царев

С ликвидацией трамваев в Эллинге, закрыт маршрут № 4
1957 год
11 июля пущена в эксплуатацию линия широкой колеи в центре города
- Ул. Свердлова, ул. Фиолетова, ул. Желябова, ул. Котовского от ул. Ульяновых до пл. Свободы

С открытием реконструированной линии изменён маршрут:
- № 2 «Площадь Свободы — Мясокомбинат» (продлён)

25 августа начались работы по переходу в широкую колею Сталинской линии, маршрут № 6 отменён.
6 ноября открыто движение по новому участку широкой колеи:
- ул. Котовского, Волжская ул., ул. Богдана Хмельницкого, ул. Адмирала Нахимова от пл. Свободы до Морского Судостроительного Завода, где было установлено разворотное кольцо

По вновь проложенной линии продлён беспересадочный маршрут:
- № 1 «Холодильники — завод им. Сталина»

После чего прекращено движение на участке узкой колеи:
- — ул. 50 лет ВЛКСМ, ул. Радищева, ул. Менжинского, от Бакинской ул. до реки Царев (Крымская ул.)

С ликвидацией путей на этом участке закрывается маршрут № 3.
1959 год
7 сентября открыт последний участок реконструированного трамвайных путей:
- ул. Плещеева, ул. Крупской, ул. Свердлова, ул. Ногина от Волжской ул. до ул. Каховского

С открытием последней очереди запущен в эксплуатацию круговой маршрут длиной 9,3 км.
- № А «Пл. Свободы — Большие Исады — железнодорожный вокзал — ул. Желябова» (Круговой)

2 декабря построен:
- поворот линии с ул. Татищева на ул. Анри Барбюса в сторону железнодорожного вокзала.

С постройкой поворота открыт новый маршрут:
- № 3 «Холодильники — Судоверфь им. Кирова»

Сразу после открытия нового маршрута, маршрут № 5 был отменён
К концу года сложилась следующая схема трамвайных маршрутов:
- № А «Пл. Свободы — Большие Исады — железнодорожный вокзал — ул. Желябова» (Круговой)
- № 1 «Холодильники — завод им. Сталина (МСЗ)» (через Центр)
- № 2 «Пл. Свободы — Мясокомбинат» (через Центр)
- № 3 «Холодильники — Судоверфь» (через Большие Исады)

1960 год
1 февраля изменён трамвайный маршрут:
- № 2 «Мясокомбинат — пл. Свободы» (с мясокомбината следует через центр, обратно возвращается через Большие Исады)

1966 год
К 23 июня этого года построено:
- поворот линии с ул. Плещеева на Волжскую ул., в сторону ул. Богдана Хмельницкого
- разворотное кольцо с ул. Богдана Хмельницкого у Школы милиции за железнодорожной насыпью

С ведением новых разворотов изменены маршруты:
- № 2 «Мясокомбинат — пл. Свободы» (вернулся на прежнюю трассу, проходит в обе стороны через центр)
- № 4 «Мясокомбинат — река Царев (Школа милиции)» (открыт новый маршрут, проходит через Большие Исады)

1967 год

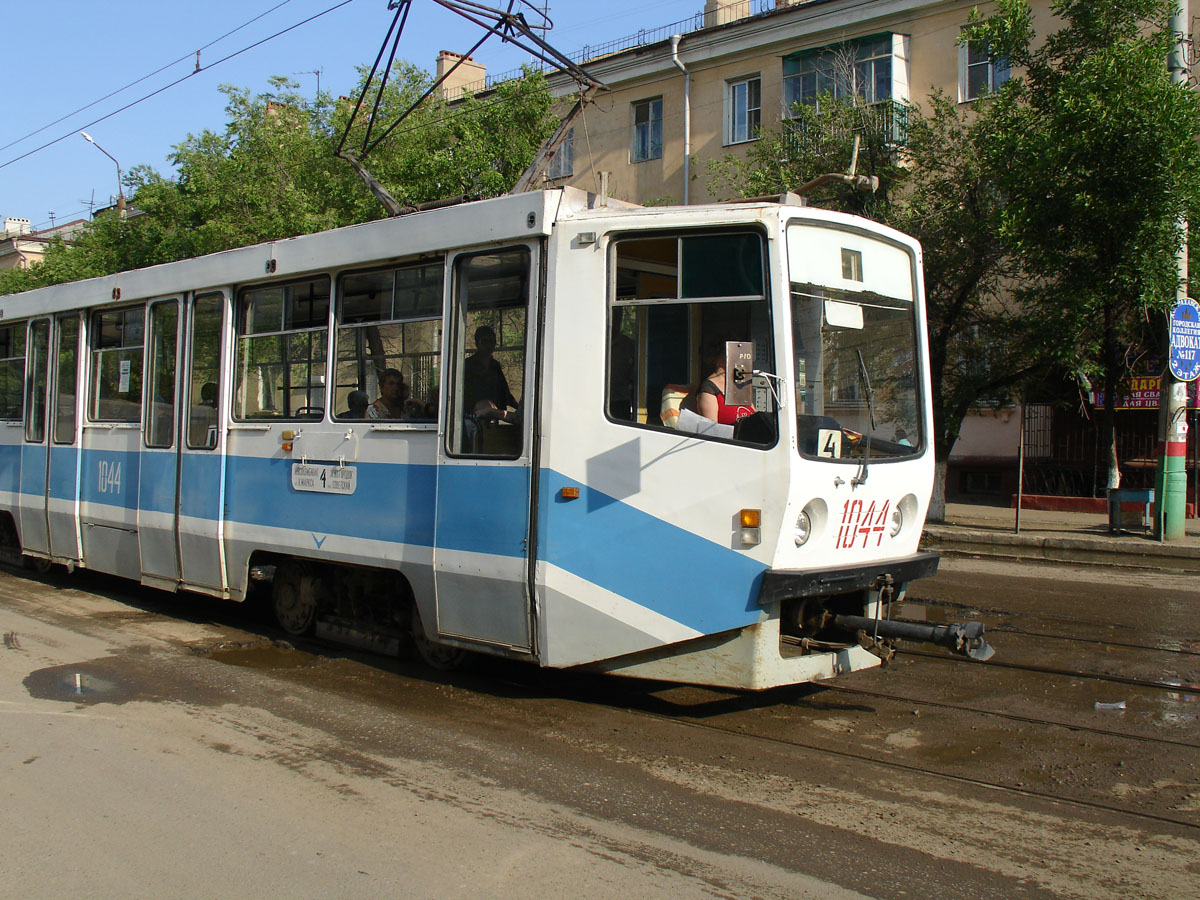
Трамвай 71-608КМ на улице Богдана Хмельницкого, 2006 год.

К 23 ноября для удобства пассажиров на действующих линиях продлён маршрут:
- № 2 «Мясокомбинат — река Царев (Школа милиции)»

1973 год
3 октября построена новая трамвайная линия длиной более 2-х км:
- ул. Адмирала Нахимова, от Морского судостроительного завода (з-д им. Сталина) до завода 30 лет Октября

По вновь построенной линии продлён маршрут
- № 1 «Холодильники — завод 30 лет Октября»

1975 год
3 ноября на действующих линия продлён трамвай маршрута:
- № 4 «Мясокомбинат — завод 30 лет Октября»

1976 год
10 июля открыта новая трамвайная линия в Советский посёлок, длиной 1,3 км:
- ул. Адмирала Нахимова, 7-й переулок, от завода 30 лет Октября

С открытием новой линии продлены маршруты, длина которых стала более 16 км:
- № 1 «Холодильники — Советский пос.»
- № 4 «Мясокомбинат — Советский пос.»

- С 1976 по 1999 год работал маршрут № 5 от Холодильников до Мясокомбината.

### Закрытие (2005—2007)
- 1 июля 2005 года прекратилось трамвайное движение со снятием линии по Адмиралтейской ул., ул. Фиолетова, ул. Свердлова, ул. Анри Барбюса от пл. Свободы (Татар-базар) до ул. Татищева. Маршрут № А (круговой) отменён, № 1 был укорочен и проходил только от пл. Свободы до Советского пос. Маршрут № 2 при движении от Мясокомбината к пл. Свободы проходил через Большие Исады и ул. Плещеева.
- с 1 октября 2006 — 19 февраля 2007 временно работал Маршрут № 5 «Холодильники — Советский пос.», так как система трамвая после 2005 года была не замкнутой, маршрут № 5 проходил только через Большие Исады
- 19 февраля 2007 в связи с реконструкцией ул. Латышева и строительством моста через Болду закрывается трамвайное движение по улицам Латышева, Татищева, Анри Барбюса до ж.-д. вокзала. Маршрут № 3 от Судоверфи направляется в Мясокомбинат, а маршрут № 5 закрывается. Закрыто образовавшееся 18 августа 2005 года ответвление к пл. Свободы, но технологически движение было возможно до 24 мая 2007 года.
- 24 мая 2007 Закрывается трамвайное движение от Больших Исад по ул. Плещеева, Волжской ул., ул. Богдана Хмельницкого и ул. Адмирала Нахимова до Советского пос., отменяется маршрут № 4. Рельсы сняты в 2008—2009 годах.
- 25 июля 2007 года — последняя трамвайная линия от Мясокомбината до Судоверфи по ул. Яблочкова, ул. Победы вместе с депо Каховского, ул. Софьи Перовской, ул. Комарова закрывается в связи с расширением ул. Софьи Перовской под путепроводом перегона Астрахань I — Кутум. Маршрут № 3 закрыт, линия демонтирована в 2008 году.

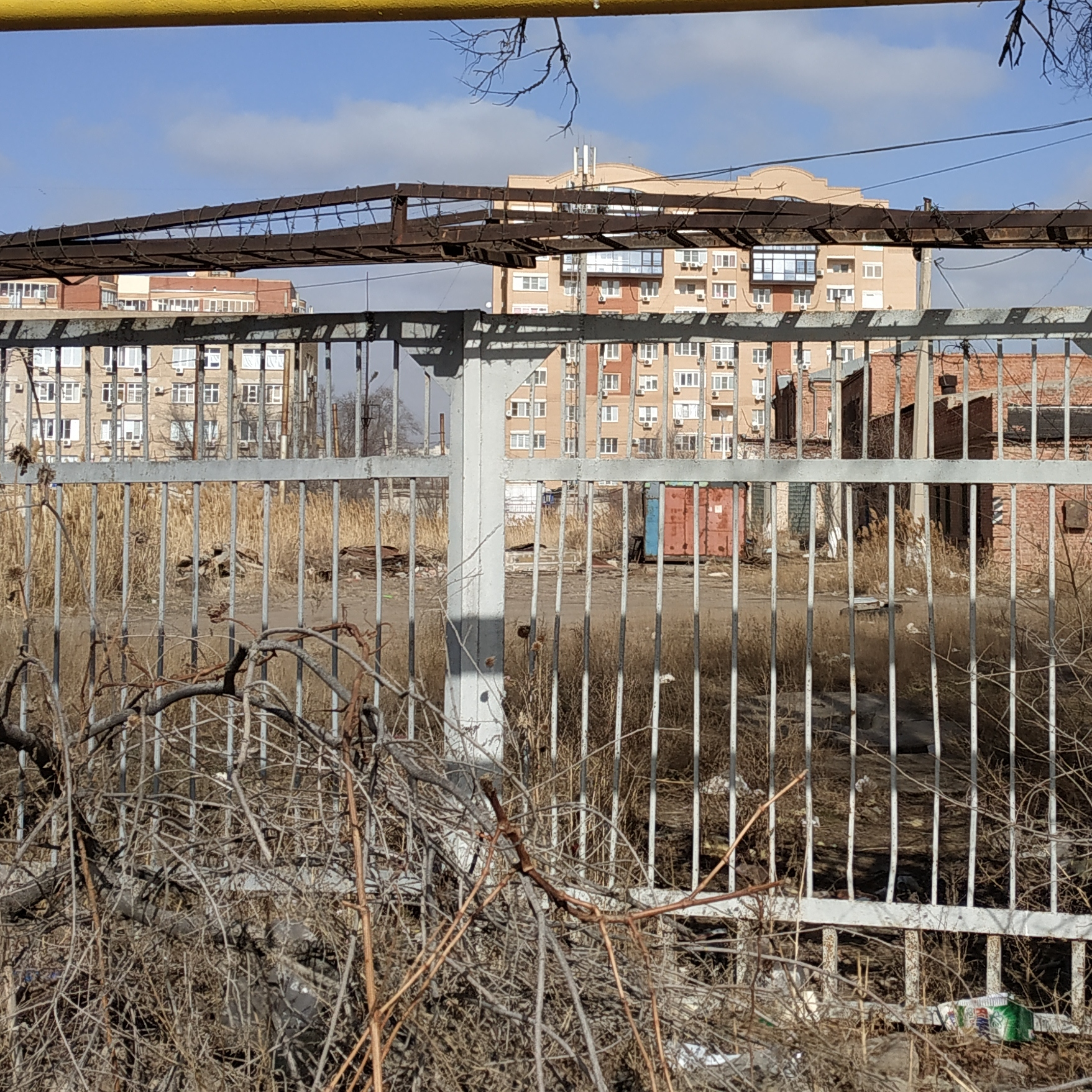
Заброшенная территория трамвайного депо (2020)

По состоянию на 2011 год демонтаж путей полностью завершён. По состоянию на начало августа 2015 года рельсы можно обнаружить: на мосту у Железнодорожного вокзала длиной около 500 метров. Также небольшие отрезки несколько десятков метров, на ул. Яблочкова, ул. Комарова, Казачьем мосту. В апреле 2018 года демонтированы последние рельсы на улице Яблочкова, в августе 2018 года при ремонте Вокзального моста были выкорчеваны уцелевшие звенья трамвайных путей. На месте трамвайного кольца "Площадь Свободы" построен ТЦ "Ёлка".

### Закрытые участки трамваев за всю историю системы
- Ноябрь 1924 года — пл. Шаумяна, ул. Бурова, Октябрьская ул., от Лебединого озера до ул. Желябова. Линия перенесена на ул. Желябова от пл. Шаумяна до ул. Розы Люксембург. По этой трассе проходил маршрут круговой линии трамвая. Ширина колеи 1000 мм.
- 1928 год — Бакинская ул., Семипалатинская ул. (ул. Генерала Епишева), от Боевой ул. до ул. Радищева. Закрыт с переносом трамвайного движения на новый участок — Боевая ул., ул. Радищева, от Бакинской ул. до Семипалатинской ул.. До закрытия ходили трамваи Царевской линии (Маршрут № 3). Ширина колеи 1000 мм.
- 1933 год — ул. Жана Марата, ул. Максима Горького, ул. Дантона, ул. Урицкого, ул. Свердлова от порта до ул. Желябова. Бывшая пассажирская линия, ставшая грузовой. Линия ликвидирована после войны. До закрытия ходили трамваи Болдинской линии линии. Ширина колеи 1000 мм.
- 1933 год — Красная наб. (чётная сторона), ул. Кирова, от ул. Желябова до Больницы скорой медицинской помощи (Паробичев бугор). Причина закрытия неизвестна. Заменён пустившим 6 сентября первым автобусным маршрутом. До закрытия ходили трамваи Братской линии. Ширина колеи 1000 мм.
- 29 ноября 1941 года — ул. Калинина, пл. Карла Маркса, от ул. Свердлова до ул. Победы. Закрыт в связи с постройкой линии по ул. Каховского. До закрытия ходили трамваи маршрута № 2. Ширина колеи 1000 мм.
- 28 февраля 1953 года — ул. Каляева (Ноздрина), от ул. Красного моста до кинотеатра «Спутник». Закрыт с перешивкой на 1524 мм, и переукладкой на ул. Софьи Перовской. До закрытия ходили трамваи маршрута № 7. Ширина колеи 1000 мм.
- 23 августа 1956 года — ул. Костина, ул. Бабефа, ул. Бехтерева, от ул. Котовского до реки Царев. Закрыт с ремонтом и демонтажем старого Контрольного моста. Дата указана ориентировочно. Закрыт был раньше. До закрытия ходил трамвайный маршрут № 4. Ширина колеи 1000 мм.
- Июнь 1955 года — ул. Желябова, от ул. Сверлова до ул. Фиолетова. Ликвидирована при окончательной перешивки трамвая. До закрытия ходили трамваи кругового маршрута № А. Ширина колеи 1000 мм. Участок от ул. Свердлова до Октябрьской пл. (трамвайное кольцо) была и с колеёй 1524 мм. Движение по ней прекратилось 15 ноября 1954 года с перенаправлением трамваев № 1 и 2 по ул. Фиолетова.
- 12 ноября 1957 года — Боевая ул., ул. Радищева, ул. Бехтерева, от Бакинской ул. до реки Царев. Закрыт с перешивкой на широкую колею и переносом движения на пл. Свободы, Волжской ул., ул. Богдана Хмельницкого. До закрытия ходил трамвайный маршрут № 3. Ширина колеи 1000 мм.
- 31 августа 1959 года — Боевая ул., Бакинская ул., от ул. Котовского до ул. Свердлова. Закрыт в связи с перешивкой на широкую колею и переносом движения на ул. Плещеева. До закрытия ходил трамвайный маршрут № А. Ширина колеи 1000 мм.
- 31 августа 1959 года — ул. Свердлова, от ул. Желябова до ул. Ногина. Ликвидирована с окончательной перешивки трамвая. До закрытия ходил трамвайный маршрут № А. Ширина колеи 1000 мм.
- 1 июля 2005 года — ул. Котовского, ул. Желябова, ул. Фиолетова, ул. Свердлова, ул. Желябова, ул. Анри Барбюса, от пл. Свободы до ул. Татищева. Хотя по этому участку трамваи перестали ходить ещё с 1 июля 2005 года. Ликвидирован с расширением дороги на ул. Желябова. Демонтаж данного участка путей начался 18 августа 2005 года. До закрытия ходили трамвайные маршруты № А, 1, 2.
- 19 февраля 2007 года — ул. Латышева, ул. Татищева, ул. Анри Барбюса, от к. ст. «Холодильники Рыбокомбината» до Вокзальной пл. Ликвидирован с началом постройки моста. До закрытия ходили трамвайные маршруты № 3, 5.
- 24 мая 2007 года — ул. Ногина, ул. Свердлова, ул. Крупской, ул. Плещеева, Волжская ул. (полностью от пл. Свободы), ул. Богдана Хмельницкого, ул. Адмирала Нахимова, 7-й переулок, от Красного моста до Советского пос. Ликвидирован в связи с ремонтом Ивановского моста. До закрытия ходили трамвайные маршруты № 1, 2, 4.
- 25 июля 2007 года — ул. Яблочкова, ул. Победы (вместе с Депо), ул. Каховского, ул. Софьи Перовской, Латвийская ул., ул. Комарова, от мясокомбината до Судоверфи им. Кирова. Закрыт с ремонтными работами по ул. Яблочкова и ул. Софьи Перовской. До закрытия последнего участка ходил трамвайный маршрут № 3.

## Подвижной состав
Исторический
- Двухосный моторный Graz/Siemens & Halske
- Двухосный моторный/прицепной вагон
- Х/М
- КТМ/КТП-1
- КТМ/КТП-2
- КТМ-5М «Урал»

На момент закрытия
- 71-605 (КТМ-5М3)
- 71-605А
- 71-608К
- 71-608КМ

## Астраханский трамвай в искусстве
- Эпизоды с астраханским трамваем можно видеть в фильме «Мой друг Иван Лапшин»
- Роман Беккулов «Посвящение Астраханскому трамваю» на сайте www.astrabard.ru